# Koumestenga-Mossi
Ne doit pas être confondu avec Koumestenga-Peulh.
Koumestenga-Mossi est une localité située dans le département de Boala de la province du Namentenga dans la région Centre-Nord au Burkina Faso. 

## Géographie
Koumestenga-Mossi se situe à 8 km au nord-est de Boala, le chef-lieu du département, et de la route nationale 15 reliant Boulsa à Kaya.

## Éducation et santé
Koumestenga-Mossi accueille un centre de santé et de promotion sociale (CSPS).
Le village possède une école primaire publique.